# دیزنی پلاس
دیزنی پلاس یا دیزنی+ (به انگلیسی: +Disney) سرویس اشتراک و پخش ویدئوی آمریکایی است که توسط بخش رسانه و سرگرمی شرکت والت دیزنی در ۱۲ نوامبر سال ۲۰۱۹ تأسیس شد.
دیزنی پلاس یک شبکهٔ اینترنتی همانند نتفلیکس است که برای تماشای فیلم‌ها، سریال‌ها و مستندهای ساخته‌شدهٔ دیزنی و شرکت‌های زیرمجموعهٔ آن تشکیل شده‌است.

## محصولات
در حال حاضر دیزنی سریال‌هایی از جمله ماندالورین، فورکی سؤال می‌پرسد و فصل ۷ جنگ ستارگان:جنگ‌های کلون و سریال جدید مردان واقعی و وانداویژن را منتشر کرده. در ۱۰ دسامبر ۲۰۱۹، دیزنی خبر داد که تنها در خانه را بازسازی، و از طریق سرویس دیزنی پلاس عرضه خواهد کرد. فیلمنامهٔ تنها در خانه توسط دن مازر نوشته شده و استریتر سیدل آن را کارگردانی خواهد کرد و تاکنون آرکی یتس، الی کمپر و راب دلانی به عنوان بازیگران این پروژهٔ سینمایی انتخاب شده‌اند و فیلم سینمایی دختر ستاره ای سال (۲۰۲۰) منتشر کرد. و همچنین سریالی بر اساس فیلم شرکت هیولاها ساخته می‌شود و قرار است منتشر شود
سریال‌های فاز چهارم دنیای مارول قرار است از دیزنی پلاس پخش شوند. سریال فالکون و سرباز زمستان از ۱۹ مارس ۲۰۲۱ از دیزنی پلاس پخش شد و سریال‌هایی مثل لوکی و چه می‌شود اگر …؟ و خانم مارول  در سال ۲۰۲۱ پخش شد
و همچنین فصل 5 سریال معجزه آسا: افسانه دختر کفشدوزکی و گربه سیاه هم دارد پخش میشود.

## دسترسی در کشورهای مختلف
در ۱۲ نوامبر ۲۰۱۹ دیزنی پلاس برای نخستین بار در ایالات متحده، کانادا و هلند، در ۱۹ نوامبر ۲۰۱۹ در استرالیا، نیوزلند و پورتوریکو و از مارس ۲۰۲۰ در انگلستان، فرانسه، اسپانیا، ایتالیا، آلمان، ایرلند و تعدادی دیگر از کشورهای اروپای غربی راه‌اندازی شد. قرار است دیزنی پلاس در اکتبر ۲۰۲۰ در اروپای شرقی و آمریکای لاتین آغاز به کار کند. در دسامبر ۲۰۱۹، اعلام شد که کانال پلاس توزیع‌کنندهٔ انحصاری دیزنی پلاس در فرانسه است و در سال ۲۰۲۰ برای ژاپن نیز راه‌اندازی شد
| تاریخ انتشار   | کشور                | شرکا                  |
| -------------- | ------------------- | --------------------- |
| ۱۲ نوامبر ۲۰۱۹ | کانادا              |                       |
| ۱۲ نوامبر ۲۰۱۹ | هلند                |                       |
| ۱۲ نوامبر ۲۰۱۹ | ایالات متحده آمریکا |                       |
| ۱۹ نوامبر ۲۰۱۹ | استرالیا            |                       |
| ۱۹ نوامبر ۲۰۱۹ | نیوزیلند            |                       |
| ۱۹ نوامبر ۲۰۱۹ | پورتوریکو           |                       |
| ۲۴ مارس ۲۰۲۰   | اتریش               |                       |
| ۲۴ مارس ۲۰۲۰   | فرانسه              | کانال+                |
| ۲۴ مارس ۲۰۲۰   | آلمان               |                       |
| ۲۴ مارس ۲۰۲۰   | جمهوری ایرلند       |                       |
| ۲۴ مارس ۲۰۲۰   | ایتالیا             | Telecom Italia Mobile |
| ۲۴ مارس ۲۰۲۰   | اسپانیا             |                       |
| ۲۴ مارس ۲۰۲۰   | سوئیس               |                       |
| ۲۴ مارس ۲۰۲۰   | بریتانیا            |                       |
| ۲۹ مارس ۲۰۲۰   | هند                 | Hotstar               |
| Mid 2020       | بلژیک               |                       |
| Mid 2020       | دانمارک             |                       |
| Mid 2020       | فنلاند              |                       |
| Mid 2020       | ایسلند              |                       |
| Mid 2020       | نروژ                |                       |
| Mid 2020       | پرتغال              |                       |
| Mid 2020       | سوئد                |                       |
| Late 2020      | جمهوری دومینیکن     |                       |
| Late 2020      | کلمبیا              |                       |
| Late 2020      |                     |                       |